# Satin and Calico
Satin and Calico è un cortometraggio muto del 1917 diretto da James Stuart Blackton. Prodotto dalla Vitagraph, aveva come interpreti Jewell Hunt, Charles Kent, Marc McDermott e Charles Richman affiancati da tre dei figli del regista - Charles Stuart, Paul e Violet Virginia.

## Produzione
Il film fu prodotto nel 1917 dalla Vitagraph Company of America.

## Distribuzione
Distribuito dalla Greater Vitagraph (V-L-S-E), il film - un cortometraggio in una bobina - uscì nelle sale statunitensi il 23 aprile 1917